# Bonner Durchmusterung
Bonner Durchmusterung (BD) eller Durchmusterung är det allmänna namnet för tre omfattande astrometriska stjärnkataloger över hela himlen. Durchmusterung är ett tyskt ord som används om en systematisk kartläggning av objekt eller data.
Den ursprungliga Bonner Durchmusterung är den katalog som sammanställdes vid observatoriet vid Bonns universitet åren 1852-1862, under ledning av Friedrich Wilhelm August Argelander. Katalogen omfattar orter för nästan 325 000 stjärnor från nordpolen till 2° sydlig deklination, samtliga då kända stjärnor ned till 9:e och många av 10:e storleken.
1875 efterträddes Argelander av Eduard Schönfeld som ledare för Bonnobservatoriet. Åren 1875-1881 utvidgade han Bonner Durchmusterung söderut med ytterligare 133 659 stjärnor, observerbara från Bonn.
Åren 1892-1914 utvidgades katalogen till att omfatta även södra stjärnhimlen, genom en sammanställning gjord vid observatoriet i Córdoba i Argentina. Córdoba-Durchmusterung innehåller omkring 578 000 stjärnor.
Sammantaget bildar de tre Durchmusterung en systematisk katalog med över 1 miljon stjärnor ned till nionde, och delvis tionde, storleken.
BD-stjärnnummer används än idag och gör det möjligt att korrelera detta pionjärverk med moderna projekt. BD-nummer skrivs i formatet "BD deklination löpnummer", exempelvis har Betelgeuse nummer BD+7°1055 (den 1055:e stjärnan på 7° nordlig deklination).